# A francia nyelv története
A francia nyelv története akkor kezdődött, amikor a rómaiak befejezték Gallia meghódítását az i. e. 1. században. Az 5. századig tartó kétnyelvűségi időszak alatt a helyi lakosság fokozatosan magáénak fogadta el a népi latin nyelvet. A gall nyelv befolyásolta a latint, ezzel a jövőbeli francia nyelv szubsztrátumát képezve. E folyamat nyomán egy, a nyelvészek által gallorománnak nevezett nyelv fejlődött ki.
Az 5–8. század a galloromán nyelv időszaka volt, amely kezdetén a germán frankok meghódították Gallia északi részét. Itt a frankok királyságot alapítottak, de a galloromán nyelv magába olvasztotta a nyelvüket. Mindazonáltal ennek elemei szupersztrátumot alkottak a jövőbeli francia nyelv részére. A galloromán nyelv dialektusokra oszlott. Az észak-galliaiak frank befolyás alatt egy oïl-nak nevezett csoportot kezdtek alkotni, miközben Gallia déli felében, más közös vonásokkal, egy oc-nak nevezett dialektuscsoport kezdett kialakulni.
A protofrancia nyelv korából (8–10. sz.) maradtak fenn az első olyan írások, melyek nyelve különbözik a latintól. A 9. században váltak szét élesen az oïl dialektusok az oc dialektusoktól.
Az ófrancia nyelv korában (10–14. sz.) több oïl dialektusban írtak, de viszonylag sok volt bennük a közös vonás. Bár az első szépirodalmi művek nem ezen jelentek meg, egy françois-nak nevezett dialektus, amelyet nagyjából a királyi birtoknak megfelelő Párizs körüli régióban használtak, tekintélyt nyert. A dialektusok közös vonásai a françois tekintélyének köszönhetően terjedni kezdtek a beszédben, és fokozatosan egy közös írott nyelv is alakult és terjedt, mivel használni kezdték a közigazgatásban is a latin mellett. Ettől fogva a francia nyelv története e közös nyelv fokozatos terjedéséé és hódításáé lett párhuzamosan a királyi hatalom kiterjedésével a mai Franciaország egész területére, Belgium déli részére, Svájc nyugati részére és Európán kívüli területekre. E folyamat során a nyelv folytonosan változott, az útjába eső nyelveket és dialektusokat nagy részben helyettesítette, de ezek elemeivel, valamint sok más nyelvből vett jövevényszóval gazdagodott.
A 14–16. században (a középfrancia nyelv kora) a nyelv tovább változott, többek között abban, hogy a névszóragozás elhagyásával egyszerűsödött. A 16. században, amely Franciaországban a reneszánsz kora volt, sok klasszikus latin és olasz jövevényszót vettek át, és az irodalmi nyelv a többi Franciaországban beszélt nyelvekből és dialektusokból átvett szavakkal is gyarapodott. Megjelentek az első francia nyelvvel foglalkozó nyelvészeti munkák (szótárak, nyelvtankönyvek), valamint az irodalmi nyelv egységesítésére irányuló törekvések. Ugyanakkor a királyi hatalom azon iparkodott, hogy helyettesítse a latint a közigazgatásban és az igazságszolgáltatásban.
A 17., a francia klasszicizmus százada, és a 18., a felvilágosodásé, a francia nyelv klasszikus kora és a modern fázisába való áttéréséé volt. A 17. században alakították ki az irodalmi nyelv sztenderdjét, a korszak politikai rendszerének általánosan tekintélyelvű keretében. A normák „megtisztított”, viszonylag szegényes szókincset erőltettek az irodalmi nyelvre, de ennek nyelvtani rendszerét racionálisan szabályozták, a 18. században pedig a szókészlet is igazodott a különböző szaknyelvek szükségleteihez. Ebben a korszakban, annak a kultúrának a tekintélyének köszönhetően, amelyet hordozott, a francia a politikai és az értelmiségi elit nemzetközi kommunikációs nyelvévé vált.
A 18. század végére a francia nyelv a modern korszakába került. Az ekkor bekövetkező polgári forradalom rendszere nemzeti nyelvet csinált belőle, és diktatórikus módon igyekezett kiterjeszteni az egész országra. A nyelv térnyerése folytatódott, bár nem a forradalmi hatóságok által kívánt mértékben. A francia nyelv az állam által való terjesztése az oktatás eszközével fokozódott a 19. század folyamán. Ebben meghatározó momentum az állami ingyenes és kötelező elemi oktatás bevezetése volt. Attól fogva az iskolázás időtartamának fokozatos hosszabbítása oda vezetett, hogy az egész lakosság használta a francia nyelvet, a helyi nyelvek és dialektusok rovására.
A 20. században az immár mai francia nyelv teret vesztett a világban az angol nyelv terjedésével párhuzamosan, de továbbra is egyike a nemzetközi kommunikációs nyelveknek, és a frankofón országok hivatalos nyelvi politikával törekednek arra, hogy korlátozzák az angol hatását a franciára, valamint arra, hogy megtartsák ennek a még meglévő elterjedését a világban.

## A galloromán nyelv kialakulása (i. e. 1. sz. – 5. sz.)
Gallia meghódítása több évtizedbe került. I. e. 120-ban a rómaiak megalapították a Gallia Transalpina provinciát (Alpokon túli Galliát), a mai Provence-Alpes-Côte d’Azur területén, és i. e. 58–51 között fejezték be az egész Gallia elfoglalását, a mai Belgium déli részét beleértve.
Galliában a rómaiak több népet igáztak le: görögöket, akik még az i. e. 7. században telepítették be Marseille környékét; ligurokat, egy nem indoeurópai népet, amely a mai Franciaország délkeleti részén élt; ibéreket, egy másik nem indoeurópai népet, amely a mai Spanyolországot és Franciaország délnyugati részét népesítette be; germán lakosságot, Északkelet-Galliában; végül gallokat, egy kelta népet, akik a legtöbben voltak.

### A latin réteg
A hódítás után Galliában kb. 200 000 római telepedett le, a népi latint beszélő tisztviselők, katonák, telepesek. A helybéli lakosság fokozatosan tért át erre a nyelvre, nem a rómaiak kényszerítése nyomán, hanem gyakorlati okok miatt. Elsősorban a latin nyelv ismerete a társadalmi előremenetel tényezője volt. Csak az lehetett római polgár, az ebből a státuszból eredő előnyökkel, aki magáévá tette a hódítók szokásait, vallását és nyelvét. Azoknak is, akik be akartak lépni a római közigazgatásba, ismerniük kellett a latint. De a latin nem csak az elitet érintette, hanem szerény társadalmi helyzetű embereket is, például a római hadseregbe való belépésük útján. A rómaiak által kiépített széles úthálózat is elősegítette a latin eljutását a városoktól távoli régiókba is. Fontos tényezője volt a latin nyelv propagálásának a kereszténység elterjedése is, amely a 4. században fokozódott.
A gall lakosság hosszú kétnyelvűségi időszak folyamán fogadta magáénak a latint. A városokban már a 2. században kezdték elhagyni a gall nyelvet, de faluvidéken egyes szerzők szerint a 4. század végéig maradt életben, mások szerint az 5. század végéig.
Sok, a klasszikus latinban és a népiben is használt szó öröklődött át a francia nyelvre, de sok olyan is, amely csak a népi latinban volt használatos (például MANDUCARE > modern francia manger ’eszik’, CALDUS > mod. fr. chaud ’meleg’, ORICLA > mod. fr. oreille ’fül’, FACIA > mod. fr. face ’arc’.
Szavakon kívül a francia grammatikai vonásokat is örökölt a népi latintól. Ebben jelentek meg analitikus igealakok, mint a klasszikus latinbelit helyettesítő jövő idő: CANTARE HABEO > *CANTARAYYO > mod. fr. chanterai ’énekelni fogok’. Az összetett múlt egy másik olyan analitikus igealak, amely a népi latinból származik: HABEO PANEM MANDUCATUM > AYYO PANE MANDUCATU > mod. fr. j’ai mangé du pain ’kenyeret ettem’. Ugyancsak a népi latinban a klasszikus múlt idejű szenvedő AMATUS SUM (szó szerint ’szeretve voltam’) típusú alak jelen idejű lett, innen a mod. fr. je suis aimé (szó szerint ’szeretve vagyok’). Egyes szócsoportok határozószó értékűvé váltak, és ezekből a franciában tulajdonképpeni határozószó lett: IN HAC HORA > mod. fr. encore ’még’. Ugyanakkor megjelent a MENTE szóból lett képzővel való határozószó-képzés: SOLAMENTE ’elszigetelten’ > mod. fr. seulement ’csak’.
A névszóragozásban az esetek száma kettőre (alanyeset és tárgyeset) csökkent, sőt, ezek is összetéveszthetőek lettek, mivel a beszédben kihalt a tárgyeset -m ragja: ROSAM > ROSA, mint ROSA ’rózsa’, az alanyeset alakja. Ezért jelentősebbé vált az elöljárószók használata: AD a részes eset és a tárgyeset kifejezésére (EO ROMAM > EO AD ROMA > mod. fr. je vais à Rome ’Rómába megyek’), DE a birtokos eset kifejezésére. Ugyancsak az esetek számának csökkenése miatt az egyszerű mondat szórendje megváltozott úgy, ahogy a franciában lesz: a melléknévvel és a birtokos esetű főnévvel kifejezett jelző a jelzett főnév után helyezkedett el, az állítmány a mondat végéről annak belsejébe került.
A népi latin beszédhangjainak rendszerében is olyan változások történtek, amelyeket örökölt a francia. Megnőtt a magánhangzók száma azzal, hogy a rövid magánhangzó – hosszú magánhangzó ellentét helyébe nyílt magánhangzó – zárt magánhangzó ellentét került. Ekképpen a rövid ĕ-ből nyílt [ɛ] lett, a hosszú ē-ből pedig zárt [e], rövid ŏ > nyílt [ɔ], hosszú ō > zárt [o]. Egyes rövid magánhangzók kiestek: CALIDUS > CALDUS > mod. fr. chaud ’meleg’. Egyes kettőshangzókból egyszerű magánhangzó lett: AURUM > ORU(M) > mod. fr. or ’arany’. Megjelent a [v] mássalhangzó: VIVERE (klasszikus kiejtésben [wiwere]) > VIVERE [vivere] ’él’. A két magánhangzó közötti zöngétlen [s] zöngés lett, és így megjelent a [z] mássalhangzó: ROSA [rosa] > [roza]. Megjelentek a zár-réshangok is. Például [e] és [i] előtt a [k] palatalizálódott, és [kj] vagy [tj] lett, majd Galliában [t͡s] (magyar c), ahol két magánhangzó között ez zöngés lett: PLACERE [plajd͡zere] (mod. fr. plaisir ’élvezet’).
A 4. században a Gallia északi felében beszélt latin már nem volt azonos a déli felében beszélttel.

### A gall szubsztrátum
A gallok sok törzset alkottak, amelyek többsége a gall nyelv számos területi változatait beszélte. Ezek valószínűleg kölcsönösen érthetőek voltak, mert jelentős közös alappal rendelkeztek. A latin nyelv elsajátításának folyamata alatt e nyelvet befolyásolta a gallok nyelve, amely a majdani francia nyelv szubsztrátumát képezte.
A gall nyelv kevéssé ismert, bár régészeti ásatásokon egyre több feliratot találnak ezen a nyelven. Ezek nehezen értelmezhető rövid mondatokat, kifejezésrészleteket tartalmaznak. Annyit tudni erről a nyelvről, hogy flektáló volt, és képzett és összetett szavakban gazdag.
Biztos gall eredetű szó (helységneveken kívül) csupán kb. 100 van a mai francia szókészletben (példák a Francia szókincs szócikkben, a Gall szubsztrátum szakaszban). Feltehetően a ma ismeretlen vagy bizonytalan eredetű szavak között is vannak még gall eredetűek.
A gall nyelvből lexikai képzők is fennmaradtak. Helységnevekben ilyen képző például az -acon, amely a gallorománban -acum lett, és a franciában az -ey, -ay, -é és -y írásváltozatokban él ma is.
A Galliában beszélt latinra gyakorolt gall hangtani befolyás nem teljesen dokumentált, de egyes feliratokban megjelenő elemek bizonyítják. Ilyen például a [pt] és a [ps] mássalhangzó-csoportok fejlődése, amelyek a [kt], illetve a [ks] csoportokkal tévesztődtek össze, majd [xt], illetve [xs], és utólag [i̯t], illetve [i̯s] lett belőlük (ezekben az [i̯] kettőshangzó második eleme). Példák: CAPTĪVUS > [kaxtivus] > ófrancia chaitif > mod. fr. chétif ’satnya’, CAPSA > *[kaxsa] > mod. fr. caisse ’láda’.
Az [y] (magyar ü) magánhangzó megvolt a gall nyelvben, és lehetséges, hogy belőle került a franciába, akárcsak a breton, az okcitán és a frankoprovanszál nyelvbe is. A gallok nyelvében megvolt a [t͡s] (magyar c) zár-réshang is. Ebből utólag [s] lett: gall *[t͡sukka] > mod. fr. souche ’fatönk’.

## A galloromán nyelv kora (5–8. sz.)
A latin nyelv dialektusokra oszlása felfokozódott, miután elbukott a Nyugatrómai Birodalom (476-ban). Úgy tekinthető, hogy az 5. századra a galloromán nyelv kialakult, és folytatta fejlődését.

### A germán szupersztrátum
Az 5. században frankok hódították meg Gallia északi részét, ahol királyságot alapítottak.
486-ban I. Klodvig frank király legyőzte Soissons-nál a római hatóság utolsó képviselőjét, és kiterjesztette hatalmát a Rajnától a Loire-ig, majd megkeresztelkedett, így elnyerve a galloromán lakosság támogatását. A frankok száma viszonylag alacsony volt (5%) a gallorománokéhoz képest, és egy germán-galloromán kétnyelvűségi időszak után többségük a galloromán nyelvre váltott, de mégis beszédük hatott erre a nyelvre oly mértékben, hogy ez a befolyás szupersztrátumot képzett a francia nyelv kialakulásában.
A beszédhangok rendszerének tekintetében a galloromán átvette a frank nyelvből a [w] mássalhangzót olyan szavakban, mint például a werra. Utólag ez a hang [gʷ], majd [g] lett: werra > gwerra > mod. fr. guerre ’háború’. Latin szavakban is a szóeleji [v]-t [w]-ként kezelték germán hatás alatt: VESPA > wespa > mod. fr. guêpe ’darázs’. Más germán maradvány a h aspiré, amelyet [h]-nak ejtettek az átvétel idejében, de később már nem ejtették ki, például a la hache ’a fejsze’ szóban. A h megjelent latin eredetű szavak elején is, mint például haut ’magas’, a germán *hauh vagy *hôh azonos jelentésű szó hatása alatt. Ugyancsak a germán hatásnak tulajdonítható a hangsúlyos [a], [e] és [o] kettőshangzókká válása (CAPRA > ófrancia chievre > mod. fr. chèvre ’kecske’, TRES > mod. fr. trois ’három’, FLORE > mod. fr. fleur ’virág’), mivel a germán hangsúly erősebb volt mint a latin, és jelentősen meghosszabbította ezeket a magánhangzókat, miközben a többieket lerövidítette. Következésképpen a szóvégi [a] [ə]-re fejlődött, és más szóvégi magánhangzók kivesztek a kiejtésből.
A grammatikai rendszerre való germán befolyás valószínű, de nehezen felmérhető. Neki tulajdonítható a melléknévi jelző a jelzett főnév elé helyezése az ófranciában és az állítmány + alany szórend, amikor a mondat határozóval kezdődik, de ezek a jelenségek később kivesztek. Lehetséges, hogy ugyancsak germán hatásra alakult ki az om ’ember’ főnévből az on határozatlan névmás, amely a mai franciában is a meghatározatlan alanyt fejezi ki: on dit ’mondják’.
A mai francia szókészlet kb. 550 megszokottan használt, a germán szubsztrátumból származó szót tartalmaz (a fenti guerre és hache szavakon kívül, példák a Francia szókincs szócikkben, a Germán szupersztrátum szakaszban).
A frank befolyás, amely csak Gallia északi felében érvényesült, hozzájárult az északi, oïl néven ismert galloromán dialektusok és a déli, oc-nak nevezettek közötti különbségek elmélyüléséhez. Az utóbbiakból alakult ki az okcitán nyelv.

## A protofrancia nyelv kora (8–10. sz.)

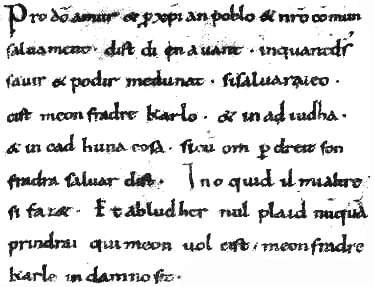
Részlet a Strasbourgi esküből

A 8. század vége felé a köznép már nem értette az egyházi latint, és megjelent az a tudat, hogy a latintól különböző nyelvet beszél. Ezért a tours-i zsinaton (813) a papokat arra intették, hogy a zsinat dokumentumaiban a rustica romana lingua-nak nevezett nyelven prédikáljanak.
842-ben II. Lajos keleti frank király és fivére, II. Károly nyugati frank király, megesküdtek arra, hogy szövetségesek lesznek Lothár bátyjuk ellen. Az ezt a szövetséget rögzítő szöveget, amely a Strasbourgi eskü néven ismeretes, legnagyobb részében latinul írták, de vannak benne a két király seregeinek felolvasandó részek is. Ezeket protofrancia nyelven (rustica romana lingua), illetve a keleti frankok nyelvén írták.
Bár az írásban fennmaradt rustica romana lingua már nem a latin nyelv, mégsem lehet a nép nyelvének hiteles leírásának tekinteni, mert egyházi emberek írták. Ezeket az egyházi latin, de még a klasszikus latin is befolyásolta, mivel a 8. és a 9. század az úgynevezett „karoling reneszánsz” kora volt, amikor intenzíven tanulmányozták a klasszikus latint. Ekkor vált a latin a francia nyelv fontos kölcsönszó-forrásává, amely mindmáig nem apadt ki (lásd a Francia szókincs szócikkben Latin jövevényszavak szakaszt).
A 9. században befejeződött az északi oïl és a déli oc dialektusok különválása. Ezek között egy átmeneti dialektus-csoport helyezkedett el, a frankoprovanszál dialektusok.
Eleinte viszonylag kevés oïl dialektus volt, és ezek meglehetősen homogén entitást alkottak. Meg lehet különböztetni egy pikárd, egy normand, egy burgund és egy françois-nak nevezett dialektust. Ez az elnevezés Nagy Károly királyságának a 8. századi Francia nevéből, majd az utódai királyságainak Francia orientalis (Keleti Frank Királyság), Francia media (Középső Frank Királyság) és Francia occidentalis (Nyugati Frank Királyság) neveiből származik. Az utóbbiból lett France ’Franciaország’. Francia occidentalis belsejében a 9. században egy „France hercegség” keletkezett a Szajna és a Loire között, és még szűkebben France-nak nevezték a Szajna, a Marne és az Oise folyók által határolt régiót, amit később Île-de-France-nak neveztek. Az e régióban beszélt dialektust nevezik françois-nak.

## Az ófrancia nyelv kora (10–14. sz.)
A 10. század vége felé meghalt Francia occidentalis utolsó karoling-házi királya, és megválasztották királynak Capet Hugót, aki felhagyott azzal a szokással, hogy a király felosztotta országát utódai között, szakított a királyválasztás hagyományával, és törvénybe iktatta, hogy csak a legidősebb fiú örökölheti a trónt. Egyben ő az első király, akinek anyanyelve már nem a frank volt, hanem a francia. A kapeting királyok már nem költöztették fővárosukat egyik városból a másikba, hanem Párizsban rögzítették. A király elkezdte terjeszteni a birtokát, és tekintélye megnőtt.
A korabeli szövegek különféle oïl dialektusokban íródtak, de mindegyikben vannak közös vonások is. A nem irodalmi oïl dokumentumokban ezek legkisebb aránya 70%, és úgy növekedik, ahogy a szövegek származási helye közelebb esik Párizshoz. Az első irodalmi szövegekben a 12. század végéig a leggyakoribb vonások nyugatiak, főleg anglonormandok. A 13. századtól a pikárd vonások nagyon számottevőek, de arányuk irodalmi műfaj szerint változik. A La Cantilène de Sainte Eulalie (Szent Eulália éneke) (9. sz.), melyet az első francia irodalmi szövegnek tekintenek, pikárd elemeket is tartalmazó vallon dialektusban íródott, akárcsak a La Vie de Saint Léger (Szent Leodegár élete) (10. sz.). A Le Sermon sur Jonas (Prédikáció Jónásról) (10. sz.) vallon írás, a La Vie de Saint Alexis (Szent Elek élete) valószínűleg a normandiai Rouen környékéről származik, a Roland-ének legrégibb fennmaradt változata (12. sz.) pedig anglonormand. Egyes irodalmároknál különbségek vannak mű és mű között a dialektusi és a közös vonások aránya tekintetében. Például Jean Bodel (a 12. század végén élt trouvère) Le Jeu de Saint Nicolas (Szent Miklós játék) misztériumjátékában több pikárd vonás van, mint a szintén ő által írt La Chanson des Saisnes (Szászok éneke) chanson de geste-ben. Ugyanaz a különbség lelhető fel Adam de la Halle (13. századbeli trouvère) egyrészt a Le Jeu de la feuillée (Lombozat játék) című darabja, másrészt a Le Jeu de Robin et de Marion (Robin és Marion játék) című darabja és a lírai versei között.
A beszélt nyelvben a dialektusok közös vonásai különösen fontossá váltak Párizsban, ahol különböző régiókbeli utazók találkoztak, és ezek minél több közös nyelvi elemet igyekeztek használni.
A dialektusokat egyazon nyelvhez tartozóknak érezték, amint az például Aquinói Szent Tamás egyik írásából is kitűnik, de ugyanakkor a françois javára jelentek meg értékítéletek a többi dialektussal szemben. Conon de Béthune egyik verséből kitűnik az a lenézés, amellyel a királyi udvar a trouvère pikárd beszédét fogadta. Egy másik trouvère, Jacques Bretel (13. sz.), szembe állította a le bon fransoiz-t ’a jó franciát’ a Valois  régióban beszélt dialektussal.
A 12. és a 13. században a királyi birtok jelentősen megnövekedett, magába foglalva Artois, Normandia, Touraine , Anjou és Poitou  tartományokat, sőt, a Földközi-tengerig jutott a Toulouse-i grófság megszerzésével. A dialektusok közös vonásai a françois tekintélyének köszönhetően elkezdtek terjedni. A beszélt nyelvben ehhez hozzájárultak a keresztes háborúk által kiváltott helyváltoztatások és egyéb lakosságmozgások. A kialakulófélben lévő közös írott nyelv is terjedt a számos hivatalnok révén, mivel a királyi közigazgatásban is elkezdték használni a latin mellett.
Már a 12. században, de még inkább a következőben az ófrancia irodalmat Franciaországon kívül is értékelték, főleg a germán nyelvű országokban, és ezen a nyelven írtak Angliában, Flandriában (például VIII. Balduin gróf versei), Olaszországban is (például a pisai Rustichello, akinek Marco Polo tollbamondta a kalandjait).

### Az ófrancia nyelv vonásai
Az ófrancia hangtani rendszere nagyon gazdag volt a kora elején, de nem pontosítható, hogy beszédhangjaiból hány volt fonéma és hány kombinatorikus változat. Amit tudni erről a rendszerről, azt a dokumentumok írásából, a versek asszonáncaiból és rímeiből lehet kikövetkeztetni, mivel az írnokok minél hitelesebben próbálták visszaadni a kiejtést. Mégsem lehet fonetikus írásról beszélni, mert nem volt egységes, hanem még egyazon írnok dokumentumai között is különbözhetett. Egyes hangok írásmódja máig is fennmaradt, bár a kiejtésük változott, ami egyik oka a francia helyesírás etimologikus jellegének.
A mai francia mássalhangzó-rendszerhez képest (lásd Francia hangtan szócikk, Mássalhangzók szakasz), az ófranciában megvoltak a következő mássalhangzók is:
| Mássalhangzó      | Írás                     | Példa                            |
| ----------------- | ------------------------ | -------------------------------- |
| [ʎ] (magyar lj)   | l szó végén              | peril ’veszély’                  |
| [t͡s] (magyar c)   | c (+ e)                  | place ’hely’                     |
| [t͡s] (magyar c)   | c (+ i)                  | cire ’viasz’                     |
| [t͡s] (magyar c)   | z szó végén              | amez ’(ti) szerettek’            |
| [d͡z] (magyar dz)  | z két magánhangzó között | treize ’tizenhárom’              |
| [t͡ʃ] (magyar cs)  | ch                       | riche ’gazdag’                   |
| [d͡ʒ] (magyar dzs) | g (+ e)                  | gesir ’(betegen/holtan) fekszik’ |
| [d͡ʒ] (magyar dzs) | g (+ i)                  | argile ’agyag’                   |
| [d͡ʒ] (magyar dzs) | j (+ a/o/u)              | jorn ’nap’ (időszak)             |
| [kʷ] vagy [kɥ]    | c                        | carré ’négyszögletes’            |
| [gʷ] vagy [gɥ]    | gu                       | guerre ’háború’, gui ’fagyöngy’  |

A gallorománban meglévő mássalhangzók közül egyesek eltűntek, például a t-vel visszaadott [θ] olyan szavak végén, mint chantet ’(ő) énekel’. Más mássalhangzó, az [s], kiesett magánhangzó és zöngétlen mássalhangzó közül, például a coustume ’szokás’ szó kiejtése [ku'tymə] volt. Viszont a mai írás–kiejtés egyezéssel szemben a többes szám -s jelét kiejtették.
A magánhangzó-rendszer sokkal bővebb volt, mint a modern franciáé. A kor kezdetén 9 orális magánhangzó, 5 nazális magánhangzó, 11 orális kettőshangzó (mind ereszkedő), 5 nazális kettőshangzó és 3 hármashangzó volt.
A e-vel visszaadott [ə] magánhangzót kiejtették azokban a helyzetekben is, amelyekben ma nem ejtik ki.
A nazális magánhangzókat az őket követő [n] vagy [m] nazális mássalhangzók tették nazálissá, de ez utóbbiakat is még kiejtették, a mai kiejtéssel szemben: bon [bɔ̃n] ’jó’ (hímnem), bonne [bɔ̃nə] ’jó’ (nőnem); mont ’hegy’ (magaslat).
Félhangzó csak egy volt, [i̯], amely a magánhangzók közötti [k] vagy [g] mássalhangzókból fejlődött ki: PACARE > paiier > mod. fr. payer ’fizet’.
Már a 12. században a kettőshangzók többsége emelkedő lett azzal, hogy a hangsúly áthelyeződött az első elemről a másodikra, azután pedig az első elem félhangzó lett, és a második szillabikus magánhangzó. Például a toile (ma is ezzel a helyesírással) ’vászon’ szó kiejtésének története [toi̯lə] (az ófrancia korának elején) > [toe̯lə] > [twelə] > [twal] (modern francia). Megjelent a [ɥ] félhangzó is: nuit [nyi̯t] > [nɥit] > fr. mod. [nɥi] ’éjszaka’. Ugyanez a jelenség fejlesztette az [i]-t [j]-vé azonos helyzetben: pied [pie̯] > [pje] ’lábfej’. A hangsúly-áttevődés a hármashangzókra is vonatkozott: eaue [ɛa̯u̯ə] > [ɛ̯au̯ə] > mod. fr. eau [o] ’víz’. Egyes kettőshangzók egyszerű magánhangzókká váltak, például [ai̯] > [ɛ].
Ugyancsak a 12. század során egyes mássalhangzók redukálódtak: [kʷ] / [kɥ] > [k], [gʷ] / [gɥ] > [g]: [kʷarre] > [karre] > mod. fr. carré [kare] ’négyszögletes’, [gɥɛːrə] > [gɛːrə] > mod. fr. guerre [gɛːr] ’háború’. Ekkor történtek a [t͡s] > [s], [d͡z] > [z], [t͡ʃ] > [ʃ] és [d͡ʒ] > [ʒ] változások is.
Az ófrancia grammatikai rendszerére a névszók és a determinánsok két esetű ragozása jellemző, de csak hímnemben: a cas sujet (CS), amely az alanynak, a névszói állítmány névszói részének, a melléknévi jelzőnek és az alany értelmezőjének az esete, és a cas régime (CR), a többi mondattani funkció esete. A főnevek és a melléknevek három ragozási csoportra oszlottak. Példák:
| Ragozási csoport | Eset    | Egyes szám                 | Többes szám                    |
| ---------------- | ------- | -------------------------- | ------------------------------ |
| 1.               | CS: CR: | li murs ’a fal’ le mur     | li mur ’a falak’ les murs      |
| 2.               | CS: CR: | li pere ’az apa’ le pere   | li pere ’az apák’ les peres    |
| 3.               | CS: CR: | li cuens ’a gróf’ le comte | li comte ’a grófok’ les comtes |

E kor végén, a 14. században, a főnév-ragozás teljesen kihalt, és a szavak nagy többségének csak a CR alakja maradt fenn.
A névelő újdonság volt a latinhoz képest, de sokkal gyakrabban hiányzott, mint a mai nyelvben: lit ed ostel e pain e carn e vin (mod. fr. un lit et un logis et du pain et de la viande et du vin) ’ágy és lakás és kenyér és hús és bor’ (Szent Elek élete); paien chevalchent (mod. fr. les païens chevauchent) ’a pogányok lovagolnak’ (Roland-ének).
A semlegesnem eltűnt a franciából, némely névmás esetén kívül, még az előző korban, a latin semlegesnemű főnevek többsége pedig hímnemű lett.
Az ófrancia egyik jellegzetes vonása a mindkét nemben egyazon alakú mássalhangzóra végződő melléknevek, amelyek többsége jelen idejű melléknévi igenevekből származott (luisant ’fénylő’, vaillant ’vitéz’), de voltak olyan egyetlen alakú melléknevek is, amelyek már eredetileg melléknevek voltak: grant ’nagy’, mortel ’halandó’.
A számnév területén a vikingektől átvett húszas számrendszer sokkal kiterjedtebb volt, mint a modern franciában: vins et dis (szó szerint ’húsz és tíz’) ’harminc’, deux vins (’két húsz’) ’negyven’, trois vins (’három húsz’) ’hatvan’, quatre vins (’négy húsz’) ’nyolcvan’, cinq vins (’öt húsz’) ’száz’ stb. Ezekből a franciaországi sztenderdben megmaradt a quatre-vingts ’nyolcvan’.
Az igerendszerben a latinból csak a következő alakok maradtak meg: kijelentő mód jelen idő, kötőmód jelen idő, felszólító mód, kijelentő mód folyamatos múlt idő, kijelentő mód múlt idő (perfectum, a modern franciában egyszerű múlt idő), kötőmód plusquamperfectum (ebből származik a kötőmód imparfait), jelen idejű melléknévi igenév és múlt idejű melléknévi igenév. Ellenben már az ófrancia kora előtt megjelentek más igealakok, amelyek általánosultak az ófranciában. Az avoir ’birtokol’ ige személyes alakjai a jövő idő és a feltételes mód jelen idő személyragjai lettek: CANTARE HABEO > CANTARAYYO > chanterai ’énekelni fogok’, CANTARE HABEBAM > *CANTAREA > chanteroie > mod. fr. chanterais ’énekelnék’. Az összetett múlton kívül kialakult a többi összetett igealak többsége is, az avoir és az être segédigékkel, amelyek lényegileg ugyanúgy oszlottak már meg a lexikális jelentést hordozó igék között, mint a modern franciában. Az egyszerű igealakoknak már megfelelt egy-egy összetett alak, amely a segédige egyszerű időalakjából és a lexikális jelentést hordozó ige múlt idejű melléknévi igenevéből tevődik össze, befejezettséget és előidejűséget fejezve ki az egyszerű alakhoz vagy más összetett alakhoz viszonyítva. Ilyenek a kijelentő mód régmúlt idő, a kijelentő mód előidejű jövő idő, a feltételes mód múlt idő, a kötőmód múlt idő, a kötőmód plus-que-parfait és a múlt idejű főnévi igenév. Megjelentek már úgynevezett „kétszeresen összetett igeidők” is, de ezeknek kevés előfordulása ismeretes, és utólag sem volt gyakori a használatuk.
A 10. század a Normandiát elfoglaló vikingek germán nyelvéből jött kölcsönszavak átvételének rövid korszaka volt, latin szavak folytatódó átvétele mellett. A 12. században arab szavak is kezdtek belekerülni a francia nyelvbe, előbb a közel-keleti és a spanyolországi arabokkal való érintkezések nyomán, majd a középkori latinra fordított arab művekből.

## A középfrancia nyelv kora (14–16. sz.)

### 14–15. század

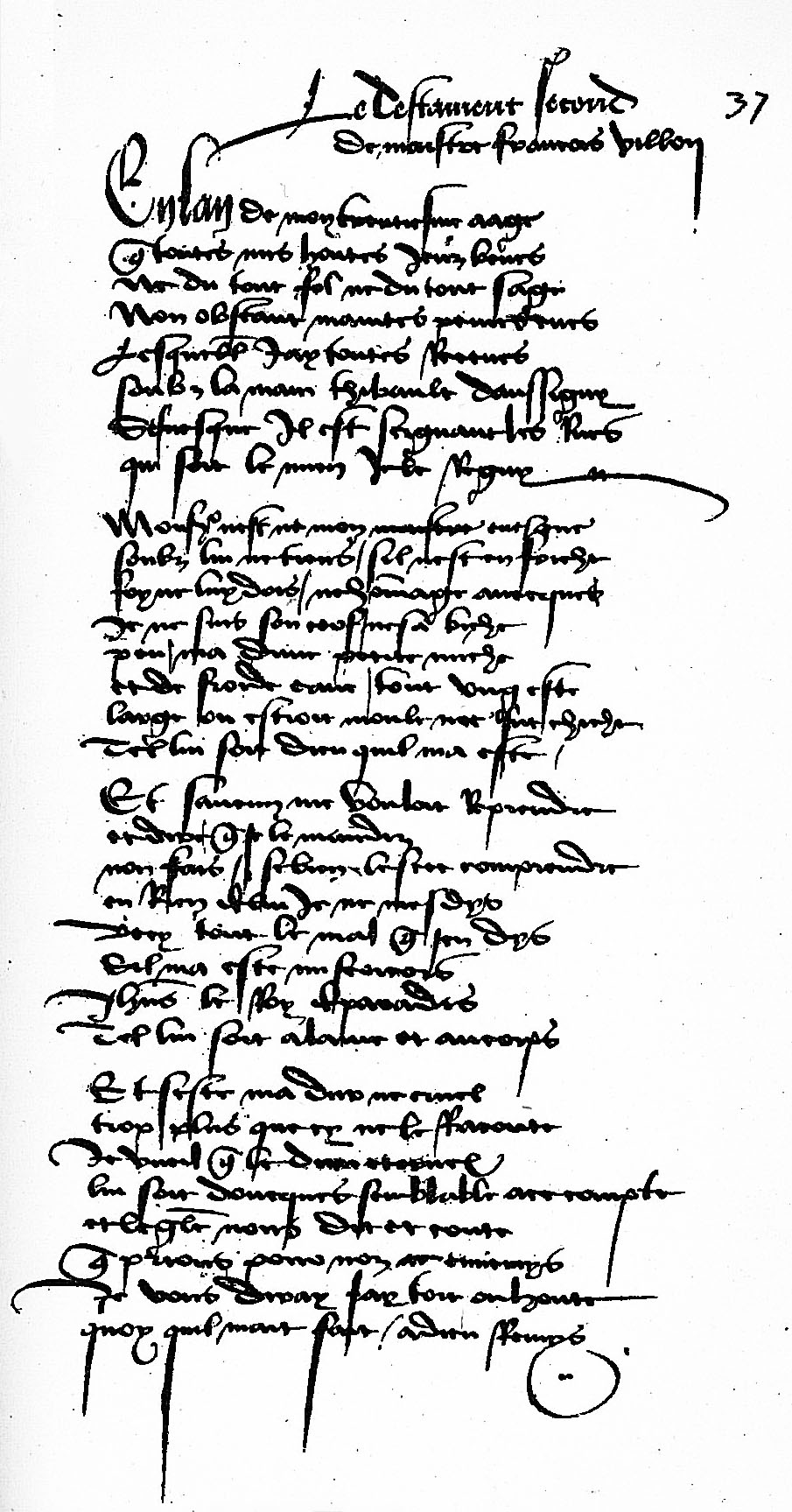
A stockholmi Kungliga könyvtárban őrzött François Villon Nagy testamentumának egyik oldala

Az Angliával vívott százéves háború miatt ez az időszak rendkívül zavaros volt. Franciaország elvesztette területének felét, majd visszaszerezte. A háború velejárói a jelentős csapatmozgások és a lakosság helyváltoztatásai is voltak. Ezek hozzájárultak a francia nyelv elterjedéséhez a lakosság minden rétegében, főleg Franciaország északi felében, a többi oïl nyelvváltozat rovására. Ezeket az iskolázott emberek már elhagyták, és franciául vagy latinul írtak.
Már a háború előtt a franciát, mint a királyi hatalom nyelvét, elkezdték használni a latin mellett a közigazgatás és az igazságszolgáltatás irataiban is. A háború után a királyi hatalom újra megerősödvén, már délen is a francia, az okcitán mellett, elkezdte helyettesíteni a latint az igazságszolgáltatás terén. VIII. Károly elrendelte 1490-ben „a francia nyelv vagy az anyanyelv” használatát Languedoc  tartományban, a kihallgatásokon és a jegyzőkönyvekben.
A nyelv fejlődését római jogászok és görög filozófusok műveiből való fordítások befolyásolták. Ugyanakkor értékes szépirodalom virágzott, például François Villon versei, valamint megjelent az iskolázatlan közönségnek is szánt farce ’bohózat’ színpadi műfaja.

### A reneszánsz kora (16. sz.)
Bár ez is zavaros időszak volt, az Olaszországért folytatott, majd a belső vallási háborúk miatt, mégis rendkívüli kulturális lendület jellemezte. Az ókor művei iránti érdeklődés, az olasz reneszánsz hatása, az előző században feltalált nyomdászat elterjedése, valamint Amerika felfedezése hozzájárultak a kultúra fejlődéséhez, és befolyásolták a francia nyelv evolúcióját is.
A latin nyelv használata tovább hanyatlott. Elkezdődött a francia nyelv terjesztésének tudatos politikája, a királyok folytatták a latin kiiktatását a közigazgatás és az igazságszolgáltatás területéről:
- 1510 – XII. Lajos elrendelte, hogy a bűnügyi perek és a bírósági vizsgálatok „a nép és a tartomány nyelvén” folyjanak.
- 1531 – I. Ferenc Nîmes-ben kiadott rendelete előírta a jegyzőknek, hogy „a szerződő felek népi nyelvén” szerkesszék a szerződéseket.
- 1535 – I. Ferenc Is-sur-Tille-ben kiadott rendelete szerint a dokumentumokat „franciául vagy legalább a tartomány népi nyelvén” kellett szerkeszteni.
- 1539 – Villers-cotterêts-i rendeletében I. Ferenc már minden közigazgatási és jogi dokumentum „francia anyanyelven” való kihirdetését, beiktatását és kiadását írta elő.

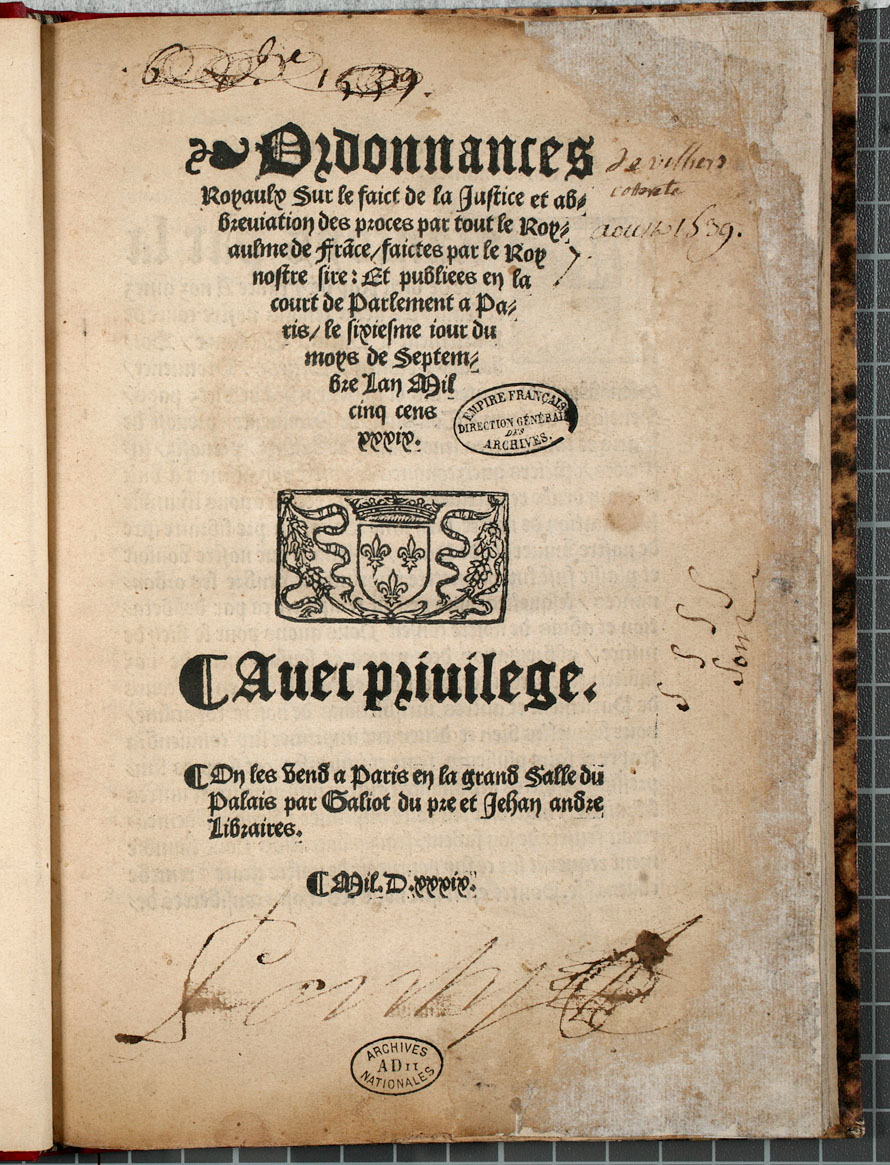
A villers-cotterêts-i rendelet címoldala

I. Ferenc általában küzdött a római katolikus egyház hatalma ellen, a királyi hatalmat erősítendő. Ezért, mivel az egyház csak latinul publikált, az uralkodó megalapította 1543-ban a görög, héber és francia nyelvű művek kiadására szánt Királyi nyomdát. Egyébként a protestáns egyházak már elhagyták a latint, és francia fordításban terjesztették a Bibliát.
Ugyanakkor a francia mint beszélt nyelv továbbra is kisebbségben volt a többi az országban beszélt nyelvvel és dialektussal szemben. A franciát mindenki csak Párizsban és némely északi városban beszélte, az ország többi részében pedig csak a nemesség és a nagypolgárság, a helyi nyelv mellett.
Az értelmiségiek tudatában felmerült az egységes irodalmi francia nyelv szükségessége. Ezt elsősorban a „holt nyelvekkel” helyezték ellentétbe, főleg a latinnal, és felléptek a francia nyelv latinosítása ellen, például azok által, akik a katolikus egyház uralta párizsi egyetemen, a Sorbonne-on tanultak. Ezeket is kigúnyolta François Rabelais. Az író úgy vélte, hogy franciául a kifejezés ugyanolyan árnyalt lehet, mint latinul, miközben sokkal kiterjedtebb közönség érti meg. Ez volt a véleménye Pierre Fabri retorikusnak és költőnek is, de Joachim du Bellay költő az, aki részletesen fejtette ki ennek elméletét a La Deffence et Illustration de la Langue Francoyse (A francia nyelv megvédése és dicsőítése) (1549) című, a Pléiade költői iskola manifesztumában. Ugyanakkor felhívott a nyelv gazdagítására új szavak alkotása és kölcsönszavak átvétele útján, azzal a feltétellel, hogy ezek illeszkedjenek a francia nyelvhez. Főleg a latin és a görög jövevényszavakat preferálta, de franciaországi dialektusokból származókra is számított. Pierre de Ronsard költő igyekezett bebizonyítani ezen eszmék helyességét azzal, hogy megírta a La Franciade című eposzát.
A francián kívüli franciaországi nyelvek és dialektusok tekintetében két irányzat rajzolódott ki. Egyesek, mint Du Bellay, Ronsard és Michel de Montaigne elfogadták, hogy a francia irodalmi nyelv ezekből jövő szavakkal gyaparodjon, mások viszont, mint Étienne Pasquier vagy François de Malherbe az egységes irodalmi nyelv érdekében ellenezték ilyen szavak átvételét.
A 16. században jelentek meg a francia nyelv szókészletének, grammatikai rendszerének és írásának első leírásai is: Robert Estienne francia–latin szótára (1539); az angol John Palsgrave VIII. Henrik angol királynak és lányának, Mária hercegnőnek dedikált francia nyelvtankönyve (1530); Louis Meigret grammatikája (1550).

### A középfrancia nyelv vonásai
A középfrancia hangrendszerének legfőbb változása az ófranciáéhoz viszonyítva az volt, hogy minden kettőshangzó és hármashangzó egy-egy egyszerű magánhangzóra redukálódott.
A grammatikai rendszer leegyszerűsödött azzal, hogy a főnévragozás már eltűnt, és ez hozzájárult az alany + állítmány + tárgy/határozó szórend rögzüléséhez, valamint azzal, hogy az igeragozás szabályosabbá vált. A kiejtésből több személyrag eltűnt, és ezért általánossá vált az alany külön szóval való kifejezése. Mégis a hangsúlytalan alany funkciójú személyes névmás még hiányozhatott: N’a pas longtemps ’Nincs sok ideje’ mod. fr. Il n’a pas longtemps helyett. Az on névmást, amely már azelőtt is kifejezte a meghatározatlan alanyt, ekkor a nous ’mi’ helyett is lehetett használni, többes szám 1. személyű állítmánnyal is: S’on ne sommes mors ou tués mod. fr. Si on n’est pas morts ou tués ’Ha nem halunk meg, vagy nem ölnek meg’. A kor elején a főnévi igenévnek vagy az -ant képzős igenévnek alárendelt tárgy vagy határozói funkciójú személyes névmás még általában hangsúlyos alakú volt (Si ne sceust comment soy excuser mod. fr. S’il ne savait pas comment s’excuser ’Ha nem tudná, hogyan kérjen bocsánatot’), de a 16. század során általánossá vált a hangsúlytalan alak. Ebben a korban számos magánhangzó-váltakozás kihalt az igeragozásból, például parler/il parole > mod. fr. parler/il parle ’beszélni/beszél’. A que kötőszó elterjedt mint a kötőmód jele. A 16. században megjelent az est-ce-szel (akkoriban esse alakban írott) való kiegészítendő kérdő mondat szerkezete: Ou esse? ’Hol van (ez)?’. A középfranciában számos igei körülírást használtak, például azt, amely ma is a közvetlen jövő időt fejezi ki: je vois savoir > mod. fr. je vais savoir ’hamarosan megtudom’.
Az írott francia szókincsét a 14. század közepétől a 16. közepéig a latin jövevényszavak inváziója jellemezte. A reneszánsz korában sok olasz szót is átvettek, mivel a királyi udvar nagyon hajlamos volt erre. Több írástudó elítélte e befolyás szélsőségeit, a francia nyelv védelmében. Ezek közül a legharciasabb Henri Estienne volt, három művében: Traicté de la Conformité du langage françois avec le grec (Értekezés a francia nyelv a göröggel való egyezéséről) (1565), Deux dialogues du nouveau langage françois italianizé... (Két párbeszéd az új olaszosított francia nyelvről...) (1578) és De la précellence du langage françois (A francia nyelv felsőbbrendűségéről) (1579). Görög szavakat is átvett már az ófrancia a középkori latin közvetítésével, de a 14. századtól kezdve közvetlenül is bekerültek a középfranciába, és ez a jelenség fokozódott a reneszánsz korában.
A középfrancia írása még teljesen mellőzte az egységet, és az írástudók érezték szabályozásának szükségét. Egymás ellen küzdöttek a kiejtés és az írás minél nagyobb egyezésének a hívei, mint például Louis Meigret, és a hagyományéi, mint Robert Estienne, akik ragaszkodtak a középkorban meghonosodott írásmódhoz, bár az már nem egyezett a kiejtéssel. Például továbbra is le akarták írni a már nem létező kettős- és hármashangzókat, és ugyanakkor tükrözni akarták a szavak latin vagy görög eredetét olyan betűkkel, amelyeket nem olvastak. Abban sem láttak gondot, ha egy hangot két vagy több betű adott vissza (lásd Francia helyesírás szócikk, A reneszánsz korában szakasz). Még nem jutottak el a helyesírás sztenderdizálásáig, de már győzött ennek etimologikus elve.

## A klasszikus francia nyelv kora (17–18. sz.)

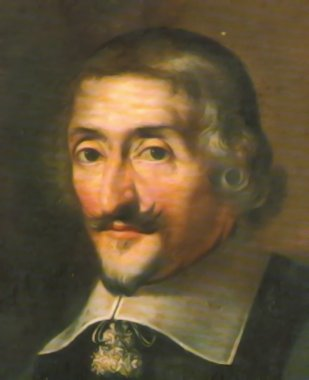
Claude Favre de Vaugelas

A 17. században a IV. Henrik uralma alatt megvalósult politikai stabilitás magával hozta a monarchia megerősödését, amely abszolúttá vált XIV. Lajos alatt. Ugyanakkor Franciaország új tartományokat szerzett határainál és gyarmatokat tengeren túl, és ezzel Európa legerősebb államává vált. A 18. században viszont az ország hanyatlani kezdett gazdaságilag, és elveszítette észak-amerikai gyarmatait Anglia javára. A francia monarchia meggyengült a fejlődő kapitalizmus és a felvilágosodás korára jellemző forradalmi eszmék hatására. A század polgári forradalommal végződött, amely átvitte Franciaországot a modern korba.
A 16. században a francia nyelv használatára vonatkozó királyi rendeleteket nem tartották be következetesen a közigazgatás és az igazságszolgáltatás intézményeiben, vagy csak egyes tartományokban alkalmazták őket, de a 17. században már általánosították, és fokozatosan kiterjesztették Béarnra  (1621), Flandriára (1684), Elzászra (1685), Roussillonra (1700) stb. A francia nyelv használata inkább az intézményekben honosult meg, és kevésbé a mindennapi életben, mert a hatóságok nem foglalkoztak az ebben való nyelvhasználattal. Az iskolázottság nagyon kevéssé terjedt el, a 17. században a lakosság 99%-a analfabéta volt. Csak a következő század második felében terjedt el valamennyire az oktatás. Ez az egyház kezében volt, és amennyi megvalósult belőle a nép körében, az a helyi nyelveken és dialektusokon történt, amelyek már minden tekintélyüket elveszítették. Patois-nak nevezték őket, amely elnevezés többé-kevésbé megfelel a ’dialektus’, ’tájnyelv’ és ’tájszólás’ terminusoknak, de olyan nyelvekre is használták, mint az okcitán, a baszk vagy a breton, és lekicsinylő mellékjelentése volt. Az elit végleg magáévá tette a franciát, és részben a lakosság szerényebb rétegei is. Délen csak a nemesség mondott le az okcitán nyelvről. A francián kívüli oïl nyelvek régióiban városon az egyszerű emberek azokat beszélték, és értették a franciát, de falun csak a helyi nyelvváltozatokat ismerték. Mégis a 18. században fokozatosan nőtt a franciát beszélők és/vagy értők száma. Ez a haladás az urbanizáció kezdetének volt köszönhető, amit a manufaktúrák fejlődése, a kereskedők országon belüli gyakoribb utazásai és a könyvek és más sajtótermékek terjedése segített elő.
Ellentétesen a franciaországi helyzettel, a francia nyelv határon túli terjedése látványos volt, de csak az elit köreiben. Ez annak a tekintélynek volt köszönhető, mely a 17. századi Franciaország erejéből és értékes kultúrájából fakadt. A királyok udvaraiban franciául beszéltek és írtak, azért is, mert idegen királyokhoz adtak feleségül francia hercegnőket, akik kíséretükkel együtt mentek el. Így a francia életmód, divat, viselkedés és a francia luxuscikkek is terjedtek. A franciát az értelmiségiek is használták, és elkezdett meghonosodni a diplomáciában is a latin helyett. A protestáns vallású országokban a francia nyelv elterjedéséhez azok a francia protestánsok is hozzájárultak, akik kivándorolni kényszerültek a nantes-i ediktum visszavonása miatt. Hollandiában francia földön tiltott könyveket nyomtattak ki. Ugyanitt francia nyelvű folyóiratok is megjelentek, melyeket több országban is terjesztettek. Angliában és Dániában is megjelent francia sajtó. Francia színjátszócsoportok külföldön is elkezdtek turnézni. A francia nyelv Európán kívül is elkezdett terjedni, az észak-amerikai, a karib-tengeri és az indiai gyarmatokon, valamint a Közel-Keleten, kapucinusok által Libanonban alapított iskolák útján. A 18. században a francia nyelvnek még ugyanaz volt a tekintélye az európai elit sorában, de még a majdani Amerikai Egyesült Államokban is. Ehhez hozzájárultak Voltaire, Denis Diderot, Montesquieu és Jean-Jacques Rousseau újító eszméi. Észak-Amerikától Oroszországig az uralkodók, az arisztokraták és az értelmiségiek nem nélkülözhették a francia nyelv ismeretét. A 17. és a 18. században a francia nyelv a tőle átvett jövevényszavakkal hatott olyan nyelvekre, mint a német és az olasz. Mégis, Franciaország gyengülése miatt, hamarosan elkezdődött nyelve terjedésének hanyatlása a világban, az angol nyelv javára.
A 17. században a központi hatalom a kor klasszicistának nevezett kultúrájában is megnyilvánult, az ezt uraló szabályok útján. A francia nyelv szabályozása is elkezdődött, és ez a folyamat az állam politikájának egyik célkitűzésévé vált. Többek között ezért hozta létre Armand Jean du Plessis de Richelieu bíboros a Francia Akadémiát 1635-ben. Ennek egyik kitűzött célja egy szótár és egy nyelvtan kiadása volt. A hivatalos koncepció az volt, hogy a nyelv alapja a királyi udvarban beszélt francia kell legyen, a szókincs legyen elegáns és választékos, feleljen meg a klasszicizmus szabályai által megkívánt nemes stílusnak. Úgymond „megtisztították” a nyelvet az alantasnak tekintett szavaktól: a közönségeseknek véltektől, a tájnyelviektől, az archaizmusoktól, az olasz szavaktól, a szakszavaktól. Az arisztokrata nők társaságában e nyelvtisztítás végletéig mentek, ami préciosité ’kényeskedés’ néven ismeretes. Például a kényeskedők a conseiller des grâces ’bájak tanácsadója’ szócsoporttal helyettesítették a miroir ’tükör’ szót. Neologizmusaik többsége nem honosodott meg, de megmaradt a nyelvezetükből néhány szó, például a féliciter ’gratulál’.
A kor nyelvtanai kizárólag normatívak voltak. A szabályokat főleg Claude Favre de Vaugelas, a Remarques sur la langue françoise (Megjegyzések a francia nyelvről) munkájában, és követői diktálták. Az Akadémia szótára 40 évi munka után jelent meg 1694-ben, csak az ajánlott szavakkal. Hiányoztak belőle többek között a művészeti és a tudományi területek szavai. Egyébként ezt a szótárt megelőzte másik kettő, César-Pierre Richelet Genfben, 1680-ban megjelent szótára, és az Antoine Furetière-é, amely Hágában jelent meg 1690-ben, mivel nem engedték meg kiadását Franciaországban. Ezek a szótárak nem mellőzték az Akadémia által elítélt szavakat, sőt, Furetière-é még enciklopédia jellegű is. Bár viszonylag szegényes, az Akadémia által szabályozott nyelvnek meg van az az előnye, hogy nagyon világos, szavai jelentése és nyelvi regiszterbe való besorolása jól pontosított, mondatai viszonylag rövidek és egyszerűek. Ez a nyelv szabályos és könnyen érthető volt, képes lévén helyettesíteni a latint. Ez is tényezője volt annak, hogy akkoriban a francia a nemzetközi kommunikáció nyelve volt értelmiségiek, politikusok, tudósok és más elitkategóriákhoz tartozó emberek között.
A 18. században lényegileg érvényesek maradtak az előző században rögzített nyelvi normák, de a modell már nem a királyi udvar nyelvezete volt, és az Akadémia által elfogadott szókészlet kibővült.

### A klasszikus francia nyelv vonásai
A 17. században a kiejtésből végleg kihalt a többes szám -s jele, de az előtte álló magánhangzó meghosszabbodott. Különbségek voltak az arisztokratikus és a népi kiejtés között. Az előbbiben a magánhangzó utáni -e kiejtését elkezdték mellőzni, ami meghosszabbította az előző magánhangzót: amie [amiə] > [amiː]. Ez a hosszabbítás megmaradt a 19. század végéig. A főnévi igenév -er képzőjét r nélkül ejtették ki, de az amie e-jénél hosszabban ejtették ki az -er e-jét. Nem ejtettek ki más szóvégi r-eket sem, például az -ir képzőjű főnévi igenevekét (courir ’szalad’), vagy az olyan szóét, mint a mouchoir ’zsebkendő’. Más szóvégi mássalhangzókat sem ejtettek ki, például az l-t az il ’ő’ hímnemű személyes névmásban. Ellenben a népi beszédben ezeket kiejtették, és a 18. században visszakerültek a sztenderd nyelvbe, ezúttal az írás hatására, a főnévi igenév -er képzőjének az r-én kívül. Nem ejtették ki az é-t és az e-t sem hangsúlytalan szótagban: désir [dzir] ’kívánság’, secret [skrɛ] ’titok’. Az oi-val leírt egykori kettőshangzót [wɛ]-nek (boire [bwɛr] ’iszik’) vagy [we]-nek (roi [rwe] ’király’) ejtették ki az arisztokraták, de már [wa]-nak a nép ([bwar], [rwa]). Az [ə] magánhangzó még tartotta magát a népi beszédben azokban a helyzetekben, amelyekben ma kiesik, de kiejtését bírálták. A nazális magánhangzók már nem kombinatorikus változatok voltak, hanem fonémák, azaz az utánuk következő írott nazális mássalhangzót már nem ejtették ki, és ha ezt magánhangzó követte, a nazális magánhangzó orálissá vált: bon ’jó’ (hímnem) [bɔ̃n] > [bɔ̃], bonne ’jó’ (nőnem) [bɔ̃nə] > [bɔn]. A [j]-re redukált [ʎ] már általános volt a népi beszédben, de a nyelv szakemberei bírálták ezt a kiejtést.
Ami az alaktani rendszert illeti, a 17. században Vaugelas rögzítette a főnevek nemek szerinti eloszlását, és ez általában mindmáig megmaradt a sztenderdben. Még használták a ce semleges nemű mutató névmást közbevetett mondatban, olyan szerkezetekben, amelyekben a következő században már nem fogadta el a sztenderd: ce m’a-t-il dit ’mondta nekem (ő)’. A kérdő névmások rendszerében ebben a században korlátozták a nyelvészek a qui ? ’ki’ használatát a csak személyre való utalásra. A quel ? ’mely?’ szót még névmásként is lehetett használni lequel ? ’melyik?’ helyett: Quel des trois [...] faut-il que je préfère ? ’A három közül [...] melyiket szeressem jobban?’ Az igeragozás rendszere a 17. század végén vált a maihoz hasonlóvá. Az összetett múlt alakját ekkor kezdték használni az egyszerű múlté helyett. A nyelvtanok az elsőt a beszéd momentuma előtti egy napnál rövidebb időszakban történt cselekvésekre korlátozták. A feltételes mód múlt idejű alakja még ritka volt a 17. században az azonos jelentésű kötőmód plus-que-parfait helyett, de a következő században már nagy mértékben helyettesítette az utóbbit. Ha a 17. század előtt az ige egyszerű tagadása többnyire csak a ne szóval történt, a klasszikus franciában általánossá vált erre két tagadószó, ne ... pas, használata.
Az egyszerű kijelentő mondat szerkezetében kizárólagossá vált az alany külön szóval való kifejezése és az alany + állítmány + tárgy/határozó szórend. Még megvolt a főnévi igenévnek alárendelt hangsúlytalan tárgyi vagy határozói funkciójú névmásoknak a főnévi igenevet alárendelő ige elé helyezése: je te veux guérir > mod. fr. je veux te guérir ’meg akarlak gyógyítani’. A klasszikus francia nyelv korában még gyakori volt a főnévi igenév használata olyan cselekvésre, amit nem az őt alárendelő ige alanya végez: Rends-le moi sans te fouiller mod. fr. Rends-le-moi sans que je te fouille ’Add vissza anélkül, hogy megmotoználak!’
A szókészlet terén a sztenderdizálást a nyelvtisztítók uralták a 17. században, de a felvilágosodás korában már nem, amikor az enciklopédikus szellem sok szakszó bekerülését okozta a nyelvbe. Megsokasodtak az angol jövevényszavak is, annak hatására, hogy a francia értelmiségiek csodálták az angol politikai intézményeket. Az Akadémia szótárának ötödik, 1798-as kiadása kb. 60 új angol jövevényszót tartalmazott.

## A modern és a mai francia nyelv kora (a 18. századtól kezdve)
Az 1789-ben kitört forradalom mozgalmas történelmi korszakot nyitott meg, több politikai rendszerváltozással, amely 1870-ig, a 3. Köztársaság kezdetéig tartott.
A 18. század vége felé a 28 milliós összlakosságból kb. három millió beszélte a franciát. A forradalom elején az új rendszer toleráns volt a helyi nyelvekkel és dialektusokkal szemben, a szabadság elve alapján, sőt, megvolt az a hajlama, hogy a hatóságok dokumentumait ezekre lefordíttassa, de 1794-től kezdve ez az irány az ellenkezőjére fordult. Heves harc kezdődött a helyi nyelvek és dialektusok ellen, a kormány Franciaországban először alkalmazott kimondottan arra irányuló nyelvi politikát, hogy a franciából nemzeti nyelvet csináljon, azzal a céllal, hogy ez járuljon hozzá a nemzet egységesítéséhez. Odáig mentek, hogy börtönbüntetést írtak elő azon közhivatalnokok esetében, akik más nyelven szerkesztettek dokumentumokat, mint a francia.
Franciaországban már a 17. század vége óta létezett kötelező oktatás, amivel az egyház foglalkozott, de ezt a helyi nyelveken és dialektusokon művelte ott, ahol ezeket beszélték. A forradalom alatt a közoktatás világivá vált, és rendelet írta elő, hogy mindenütt tanítani kell a franciát, a többi ismeretet pedig franciául és a helyi nyelven vagy dialektuson. Tulajdonképpen ez nem valósult meg, az erre szükséges eszközök hiánya miatt. Következésképpen ezen az úton nem terjedt a francia nyelv. Mégis haladását több más tényező segítette elő: a számos összejövetel, amelyeken sok mindenféle régióból összejött küldött vett részt, és franciául beszéltek; a Párizsból a legeldugottabb falvakba is eljutó információk, amelyeket főleg újságok hordoztak; a hadsereg, amelybe kötelezően sorozták be az egész országból származó férfiakat, és ahol a francia volt a közös nyelv.
I. Napóleon birodalma idején a közoktatás visszakerült az egyházhoz, és a francia nyelv tanítását elhanyagolták. Mégis a fokozott központúság és a hadsereg hozzájárult a francia terjedéséhez az országban, miközben Európában a forradalom és a birodalom ártott a francia nyelv tekintélyének, és ez csak a diplomácia és a tudományos világ nyelveként maradt meg.

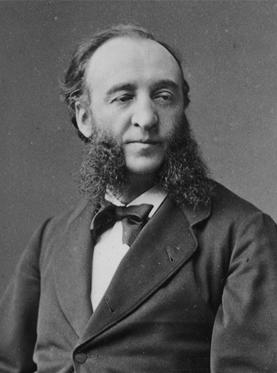
Jules Ferry

1830-ban létrejött egy nem kötelező, mindenki előtt nyitott állami oktatási rendszer francia nyelven, amely arra volt hivatott, hogy megvalósítsa a politikai és társadalmi egységet a nemzeti nyelv útján. A helyi nyelvek és dialektusok elleni harc egyre fokozódott az oktatás eszközével. Különös elszántság jellemezte a breton nyelv elleni fellépést. Az 1836-ban elfogadott és 1842-ben az általános tanfelügyelő által jóváhagyott A Lorient körzeti elemi iskolák szabályzata megtiltotta a tanulóknak, hogy bretonul beszéljenek még az órák közötti szünetekben is, és ugyanakkor kitiltott az iskolákból minden breton nyelvű könyvet. Ennek ellenére 1863-ban még volt 7,5 millió olyan lakos (közel 38 millióból), aki nem ismerte a franciát. Az állam nyelvi politikája érvényesülésének a meghatározó momentuma a Jules Ferry oktatásügyi miniszter által javasolt 1881-es törvénynek az elfogadása volt. Ezzel megalapították a világi, ingyenes és kötelező elemi közoktatást csak francia nyelven. Ily módon elérték, hogy gyakorlatilag minden lakos elsajátította a franciát, a helyi nyelvek és dialektusok elfojtása árán. A 20. század elején a bretagne-i iskolákban, autóbuszokon és közterületeken a „Köpködni és bretonul beszélni tilos” felirat volt látható. Az iskolákban a bretonul beszélő gyerekeket megbüntették. Ennek ellenére a helyi nyelvek és dialektusok nem tűntek el. Abban az időben falun még használták a mindennapi kommunikációban.
Bár ma a Franciaországban és a frankofón országokban a francia nyelv általános, mégsem beszélik egyformán minden régióban. Területi változatainak vonásai a helyi nyelvek és dialektusok egyes vonásaiból erednek.
A 19. században a francia a világban is tovább terjedt a francia gyarmati birodalom terjedése útján Afrikában, Délkelet-Ázsiában és Óceániában, úgymond Franciaország „civilizáló küldetése” keretében. Az 1960-as években, amikor Franciaország gyarmatai független országokká váltak, a francia megmaradt hivatalos nyelvnek a Fekete-Afrikában, és másodlagos használati nyelvnek az észak-afrikai arab nyelvű volt francia gyarmatokon. Ugyanakkor, mint nemzetközi kommunikációs nyelv, a francia fokozatosan tért veszített az angol javára, de mégis az ilyen nyelvek egyike maradt. Az első világháború vége óta már nem az egyedüli diplomáciában használt nyelv, de az Egyesült Nemzetek Szervezetében a másik munkanyelv az angol mellett.
Azon államokban, ahol a francia hivatalos nyelv, szükségét érezték olyan hivatalos szerveknek, amelyek foglalkozzanak a nyelv sztenderdjével, támogassák a terjedését, sőt, védjék az angollal szemben. Franciaországban az Akadémián kívül van még a Francia Nyelv és a Franciaországi Nyelvek Általános Bizottsága és ennek keretében a Francia Nyelv Gyarapításának Bizottsága. Belgiumban a francia nyelvvel a Francia Nyelv, az Őshonos Regionális Nyelvek és a Nyelvi Politika Tanácsa, Kanadában a Francia Nyelv Québec-i Hivatala, Svájcban a Francia Nyelv Bizottsága foglalkozik. Hasonló célokkal létezik a frankofón országok között a Francia Nyelv Nemzetközi Tanácsa.
A főbb frankofón országokban a nyelvre vonatkozó törvénykezés is van. Franciaországban az 1994-es „Toubon törvény”-ről van szó. Ez előírja, hogy mely dokumentumokban és helyzetekben kötelező a francia használata: javak és szolgáltatások leírása, fogyasztóknak szánt információk, nyilvános helyeken található feliratok és információk, jogi személyek közötti szerződések, munkaszerződések, állásajánlatok, alkalmazottaknak szánt vállalati belső dokumentumok. Azt is előírja, hogy az oktatás nyelve a francia. Ez a törvény szankciókat is tartalmaz. A belgiumi Francia Közösségben rendelet írja elő francia terminusok használatát idegenek helyett közérdekű dokumentumokban, de betartása nem követhető, mert nem tartalmaz szankciókat. Québec tartományban, bár nem szuverén állam, mégis érvényben van az 1977-es Francia nyelv kártája, mely előírja, hogy a francia a tartomány hivatalos nyelve.

### A helyi nyelvek és dialektusok státusza
A 20. század folyamán fokozatosan megváltoztak a helyi nyelvekről és dialektusokról vallott nézetek. A nyelvészek és nyomukban a közvélemény egyre nagyobb része már nem tekinti őket alsóbbrendűeknek a francia nyelvhez képest. Például tanítani lehet őket nemcsak a magán, hanem az állami tanügyi rendszer minden szintjén is.

### A modern és a mai francia nyelv vonásai

#### A sztenderd helyzete
Mivel a 18. század forradalmárai a klasszicizmus francia nyelvén nevelkedett polgárok voltak, a grammatikai és helyesírási normák azok maradtak, amelyeket a 17. században rögzítettek le. Csupán a szókészlet változott. A sok új szó és jelentés közül egyesek ma is élők a politika terén: Assemblée nationale ’Nemzetgyűlés’, antipopulaire ’népellenes’, pacte républicain ’köztársasági paktum’, tricolore ’trikolór’ stb. Ugyancsak a forradalom idején vezették be a mai nemzetközi rendszer mértékegységeit, tehát azok elnevezéseit is: mètre, kilogramme stb. Később, a 19. században, a romantika, majd a realizmus és a naturalizmus megjelenésével az irodalomban, ellentét keletkezett az iskolákban tanított hagyományörző nyelvi normák és az irodalom nyelve között, amely igyekezett mindenféle nyelvi regisztereket visszaadni: a fesztelent, a népit, de még a szlenget is. Ugyanakkor a tudományok intenzív fejlődése hozzájárult a szókészlet szakszavakkal való gyarapításához a népszerűsítő munkák, a sajtó és a szótárak útján.
A 20. század folyamán az irodalom egyre inkább felszabadult a klasszikus nyelvi normák alól, és a nyelv használatának nagyon széles és változatos spektrumát mutatja. A szokásos nyelvi regiszter beszélt változatában, és még inkább annak írott változatában, valamint a választékos regiszterben betartják a normákat. A média nyelvezetét befolyásolja a lakosság többsége által beszélt nyelv, leginkább a fesztelen regiszter szókészlete. A helyesírás terén vannak reformjavaslatok, de ezeket a nyelv használóinak többsége elutasítja (lásd Francia helyesírás szócikk, Reformkísérletek szakasz).
Különböző frankofón országok között vannak apró sztenderdbeli eltérések. Például Belgiumban és Svájcban a septante szó felel meg a franciaországi soixante-dix ’hetven’ szónak. Québecben a szternderd sokkal kevesebb angol jövevényszót fogad el, mint Franciaországban. Például a ’parkoló’ az utóbbiban parking, de az előbbiben stationnement. Külön említést érdemel az a tendencia, hogy a női egyenjogúság nevében nőnemű alakot adjanak azoknak a szakma-, foglalkozás-, tudományos fokozat- és címelnevezésekből képzett személyt jelölő főneveknek, amelyeknek hagyományosan nincs ilyen alakjuk. Franciaországban az Országos Tudományos Kutatás Központjához tartozó Francia Nyelv Országos Intézete kiadott egy útmutatót, amely ezen szóalkotás elveit ismerteti, és bemutatja a már létező és a javasolt új nőnemű alakokat. Ezeket az újításokat támogatta a kormány, de nem fogadta el az Akadémia. Egyes elfogadott alakok között van különbség országonként. Például az ’egy szerzőnő’ megfelelőjeként a franciaországi útmutató az une auteur vagy une auteure alakokat ajánlja, Svájcban az une autrice alakot, Québecben pedig az une auteure és une autrice alakokat fogadták el.

#### Tendenciák a mai francia nyelvben
Mivel a nyelv folyamatosan változik, a mai francia mutat némely különbségeket az előző időszakhoz képest. Ezek közül egyeseket elfogad a sztenderd, például a fent említett nőnemű főnevek képzésének terén vagy a helyesírásban, de másokat nem.
A kiejtésben észlelhető, bár régiónként különböző fokokban, hogy több magánhangzó-páros közötti különbség elmosódik: a félig zárt és a félig nyílt magánhangzók közötti, az elöl képzett /a/ és a hátul képzett /ɑ/ közötti, az /ə/ és az /ø/ közötti. Két másik magánhangzó, az /œ̃/ és az /ɛ̃/ közül, az elsőnek megfelelő betűket immár /ɛ̃/-nek ejtik. (lásd Francia hangtan szócikk, Magánhangzók szakasz). Az írásmód hatása alatt egyes nemrég még nem kiejtett szóvégi magánhangzókat kiejtenek. A szótárak mindkét kiejtést megadják: mœurs [mœːr] vagy [mœrs] ’szokások’, août [u] vagy [ut] ’augusztus’, but [by] vagy [byt] ’cél’.
Az igerendszerben egyes alakok kihalófélben vannak. Az egyszerű múlt idő még tartja magát az elbeszélő irodalmi művekben, de a beszédben már nem használják. A kötőmód imparfait és plus-que-parfait alakjai már az irodalmi nyelvben is nagyon ritkák. Ezen igealakok használatát már nem követeli meg a sztenderd. A múlt idejű melléknévi igenév egyeztetésének szabályai kötelezőek írásban, de abban a kevés esetben, amelyekben hallani kellene az egyeztetést a beszédben, egyre kevésbé tartják be ezeket a szabályokat. Például, miközben helyesen azt kell írni, hogy les fautes qu’il a faites ’azok a hibák, amelyeket elkövetett’, ahol a faites szót [fɛt]-nek kell kiejteni, a beszédben egyre gyakrabban [fɛ] hallható. A beszélt nyelvből gyakorlatilag eltűnt a ne tagadószó: il ne mange pas ’(ő) nem eszik’ helyett il mange pas-t mondanak, amit a sztenderd nem fogad el.
A szókincset illetően a fő jelenség ennek nagymértékű gyarapodása belső és külső módszerekkel. Az utóbbiak közül az angol jövevényszavak tűnnek ki. Az összes 2 500-ból csak a 20. században 2 150 került a francia nyelvbe.